# Ommel
Ommel er en landsby på Ærø med 266 indbyggere  (2024). Ommel er beliggende i Marstal Sogn ca. tre kilometer nordvest for Marstal. Byen tilhører Ærø Kommune og ligger i Region Syddanmark.
Ommel har mange smalle gader med gamle huse. Det tidligere missionshus er nu beboerhus. Der er kro og sportsplads. Nord for Ommel ligger næsset Ommelshoved og mod øst øen Halmø.
Byen ligger på en halvø med havnene Kleven ved fjorden Kløven og Strandbyen ved Halmø Sund, hvorfra der tidligere blev drevet søfart og fiskeri. I dag benyttes havnene især af lystfartøjer. Byen fremtræder med sin sluttede bebyggelse og krogede gader som en kompakt landsby.
Ommel Kirke er den yngste af de ærøske kirker. Den blev indviet 6. maj 1894 og tegnet af arkitekt N. Jacobsen, Odense. Kirken er opført som filialkirke til Marstal Kirke og ligger i det åbne landskab ud mod ø-havet midt mellem Kragnæs og Ommel overfor den daværende skole for disse to landsbyer. Den er opført i rundbuestil af røde teglsten og består af skib med tøndehvælv af træ, kor med tresidet afslutning og tårn. Alterparti med udskåret kors. Der har aldrig været kirkegård om kirken. Kirken blev bygget som folkekirkens synslige nærvær i et området af sognet, der var præget af vækkelse. Nogle år før kirken blev bygget, blev missionshuset Bethania bygget i Ommel. Det er nu beboerhus.

## Kleven Havn
I slutningen af 1700-tallet begyndte enkelte både og mindre fartøjer at være hjemmehørende i Ommel, da en del af marstallerjagterne ejedes af folk fra Ommel. Landsbyen var ikke længere kun en bondeby, den var også blevet en skipper-by. Sætteskipperne i Ommel byggede 1850 havnen i Kleven og man indgik en overenskomst med Marstal Havne-kommission, der fritog skipperne fra Ommel og Kragnæs for at betale vareafgift til Marstal Havn, hvis man ikke lossede eller lastede i Marstal. I vinteren 1857 – byggede man udenfor Kleven havn 7 stenkar. som var beregnet til at brække isen, hvis der skulle komme skruninger. Stenhøjene er i dag fredede.
I 1850'erne blev kogehuset bygget, som senere blev brugt som redskabsrum for fiskerne. Et kogehus var et sted, hvor træskibenes kokke søgte hen, fordi brandfaren om bord var for stor til at lave mad. 
Omkring 1870 var ca. 60 skibe hjemmehørende i havnen. Fra 1903 til 1934 sejlede motorbåden "Svanen" dagligt ture med passagerer og fragt fra havnen til Ærøskøbing.
Omkring 1926 blev havnen overvejende benyttet til losning af kul, tørv og mursten. I 1945 byggede Ommels jolleejere en mole. 1955 opførte man næste mole. 1961 blev trafikhavnen nedlagt  og har siden fungeret som lystbåd og museumshavn, med ca. 40 fastliggende fartøjer og med plads til gæstebåde. Der er en primitiv teltplads og et klubhus med toilet- og badefaciliteter. Havnen er et naturligt samlingspunkt for beboerne i Ommel og for turisterne. Kleven Bådelaugs medlemmer står for driften og vedligeholdelsen af havnen. Flere fonde og foreninger har været med til at finansiere restaureringerne.

## Strandbyen Havn
Den lille private jollehavn og badestrand er beliggende i den østlige del af Ommel. 1945 tog jolleejerne initiativ til opføre den første mole og i 1955 opførte man næste mole. Gennem tiden har man flyttet havnehullet, da havnen er udfordret af østlige vinde, hvor havnehullet kan sande til. Havnens kran er derfor livsvigtig for at sikre besejling. I hele havnens levetid har den været drevet af frivillig arbejdskraft og initiativ. Foreningen Strandbyen Havn har ca. 40 medlemmer.

## Historie
Stedet er nævnt første gang 1486 som Ommel er nævnt første gang 1486 i formen Ommel. Sandsynligvis er ordet dannet ved en sammensætning af de to navneord ’om’, der betyder tone, klan og ’wal(l)’, der betyder kilde.
Ca. 1890 blev missionshuset Bethania opført. 1988 blev huset omdannet til beboerhus.
Den 27. april 1900 blev Ommel ramt af en voldsom ildebrand. 14 huse og 2 gårde blev ødelagt, en døde og 70 mennesker blev hjemløse.
Omkring 1900 havde Ommel Sogn ca. 2600 indbyggere. De vigtigste erhverv var søfart og fiskeri.
I 1914 blev den sidste fungerende skole indviet. 1969 blev skolen nedlagt.